# Senanga
Senanga est une ville de la Province Occidentale, en Zambie. Capitale du district de Senanga, elle est située sur la rive orientale du fleuve Zambèze, à l'extrémité sud de la plaine inondable de Barotse.
Senanga se trouve à environ 120 km du parc national de Sioma Ngwezi et à environ 80 km des chutes de Ngonye. 
Située au bord du Zambèze, Senanga est connue pour ses abondantes populations de poissons et la ville organise chaque année un concours de pêche sportive qui attire des participants locaux et internationaux. 